# Insurgência talibã
A insurgência talibã iniciou-se logo após queda do regime Talibã na sequência da Guerra no Afeganistão em 2001. Os talibãs continuaram a combater as tropas do novo governo afegão, e outras tropas dos Estados Unidos e da OTAN sob a ISAF, além de muitos incidentes terroristas atribuídos a eles serem registados. A Al-Qaeda está estreitamente associada à sua atividade. A insurgência também se espalhou em certa medida ao longo da fronteira afegã-paquistanesa e para o vizinho Paquistão, em particular a região do Waziristão e Khyber Pakhtunkhwa, na Guerra no Noroeste do Paquistão. O Talibã conduz uma guerra de baixa intensidade contra civis, as forças de segurança afegãs e seus instrutores da OTAN. Países da região, particularmente o Paquistão e o Irã, são frequentemente acusados de financiar e apoiar os grupos insurgentes.
Em agosto de 2021, após quase vinte anos de insurgência, o Talibã retomou o poder no Afeganistão após lançar uma ofensiva bem sucedida naquele verão.

## Contexto geral
O Talibã surgiu na fronteira entre o Afeganistão e o Paquistão no final da década de 1980 como um grupo armado, período em que o Afeganistão estava sob ocupação soviética (1979-1989), reunindo pashtuns (maioria étnica da população afegã) que resistiam à presença soviética no Afeganistão. O governo paquistanês esteve diretamente envolvido na fundação e fortalecimento do Talibã. No período, Islamabad deu apoio direto e indireto ao movimento radical e treinou combatentes no Afeganistão; os Estados Unidos visando prejudicar a União Soviética, devido a Guerra Fria, forneceram apoio financeiro ao movimento.
O Talibã chegaria ao poder em 1996, vitorioso na guerra civil entre grupos islâmicos que se seguiu à retirada soviética, em 1989; e instauraria um governo de terror, impondo a sharia: oprimindo mulheres, perseguindo minorias étnicas, promovendo expurgos e implodindo as estátuas dos Budas de Bamiyan, patrimônio da humanidade.
Em 2001, após os atentados de 11 de setembro, o regime foi deposto por uma coalizão liderada pelos Estados Unidos por abrigar membros da al-Qaeda, incluindo seu líder Osama bin Laden. 
Assim, o Talibã foi derrotado e muitos combatentes talibãs deixaram o movimento ou se retiraram para santuários no Paquistão. 
Após fugir das forças dos Estados Unidos durante todo o verão de 2002, os talibãs remanescentes começaram gradualmente a recuperar a sua confiança e lançar a insurgência que Mulá Mohammed Omar havia prometido durante os últimos dias do Talibã no poder. Durante setembro de 2002, as forças talibãs iniciaram uma campanha de recrutamento em áreas pashtuns no Afeganistão e no Paquistão para lançar uma "jihad" renovada ou lutar contra o governo afegão e a coalizão liderada pelos Estados Unidos. Panfletos distribuídos secretamente à noite também começaram a aparecer em muitas aldeias no antigo reduto talibã no sudeste do Afeganistão. Pequenos campos de treinamento móveis foram estabelecidos ao longo da fronteira com o Paquistão por fugitivos da al-Qaeda e do Talibã para treinar novos recrutas em táticas de guerra de guerrilhas, segundo fontes afegãs e um relatório das Nações Unidas. A maioria dos novos recrutas foram retirados das madrassas ou escolas religiosas das áreas tribais do Paquistão, de onde o Talibã tinha inicialmente surgido. As principais bases, algumas com cerca de 200 homens, foram criadas nas áreas tribais montanhosas do Paquistão no verão de 2003. A determinação dos paramilitares paquistanesas estacionados nos postos fronteiriços para evitar essa infiltração foi posta em causa, e as operações militares paquistanesas provaram de pouca utilidade. A porosa região fronteiriça entre o Afeganistão e o Paquistão, controlada por lideres tribais da etnia pashtun, é um bastião do grupo islâmico Talibã e da al-Qaeda, e o Paquistão é acusado de fazer "vista grossa" aos extremistas islâmicos do Talibã. O ISI (serviço secreto paquistanês) foi acusado de manter estreitos laços com radicais islâmicos e de colaborar com os insurgentes.
O desvio de foco e de atenção por parte da administração de George W. Bush devido a Guerra do Iraque, a topografia e o isolamento do local, a profunda desconfiança paquistanesa com os Estados Unidos, e o fortalecimento da al-Qaeda na região, favoreceram o aumento da insurgência talibã, o que tornou-se um empecilho para os Estados Unidos. Outro problema é a produção ópio, uma vez que a atual insurreição depende da venda de ópio para comprar armas, formar os seus membros, e comprar apoio. Em 2001, o Afeganistão produziu apenas 11% do consumo mundial de ópio, e atualmente produz 93% da produção mundial, e o comércio de drogas é responsável por metade do PIB do Afeganistão. 
Em maio e junho de 2003, altos oficiais talibãs proclamaram o Talibã estava se reagrupado e preparado para a guerra de guerrilha para expulsar as forças estadunidenses do Afeganistão.  Omar atribuiu cinco zonas operacionais aos comandantes talibãs, como Dadullah. Este último, assumiu o comando na província de Zabul. 
No final de 2004, o então líder escondido do Talibã, Mohammed Omar, anunciou uma insurgência contra "a América e seus fantoches" (ou seja, as forças do governo  transitório afegão) para "reconquistar a soberania de nosso país". 
Embora, o Talibã passasse vários anos se reagrupando, lançaram uma nova escalada da campanha de insurgência em 2006. 
Com a eleição de Barack Obama à presidência dos Estados Unidos, mudou-se o foco da ação militar global da Guerra ao Terror do Iraque para a fronteira Afeganistão-Paquistão. O "Plano Obama" previa a derrota da al-Qaeda no Afeganistão e Paquistão, ajuda financeira ao Paquistão, aumento da presença militar dos Estados Unidos no Afeganistão e negociar com os membros moderados do Talibã com o objetivo de torná-los um partido político.  
O líder do Talibã, Mulá Omar, lidera a Shura de Quetta. A Rede Haqqani, Hezbi Islami, e grupos menores da al Qaeda também se juntaram à insurgência.  Eles costumam usar ataques terroristas em que as vítimas são geralmente civis afegãos. De acordo com relatórios das Nações Unidas e outros, os insurgentes foram responsáveis por 75-80% das mortes de civis entre 2009 e 2011. 
Após maio de 2011, a morte de Osama bin Laden no Paquistão, muitas figuras afegãs proeminentes foram assassinadas pelos insurgentes, incluindo Mohammed Daud Daud, Ahmed Wali Karzai, Jan Mohammad Khan, Ghulam Haider Hamidi, Burhanuddin Rabbani e outros. Em resposta a isso, as grandes operações foram iniciadas dentro do Afeganistão contra os insurgentes. Estas destinam-se a interromper as redes dos insurgentes e forçá-los à mesa de negociação.

## Histórico

### 2002–2006: reagrupamento da insurgência talibã

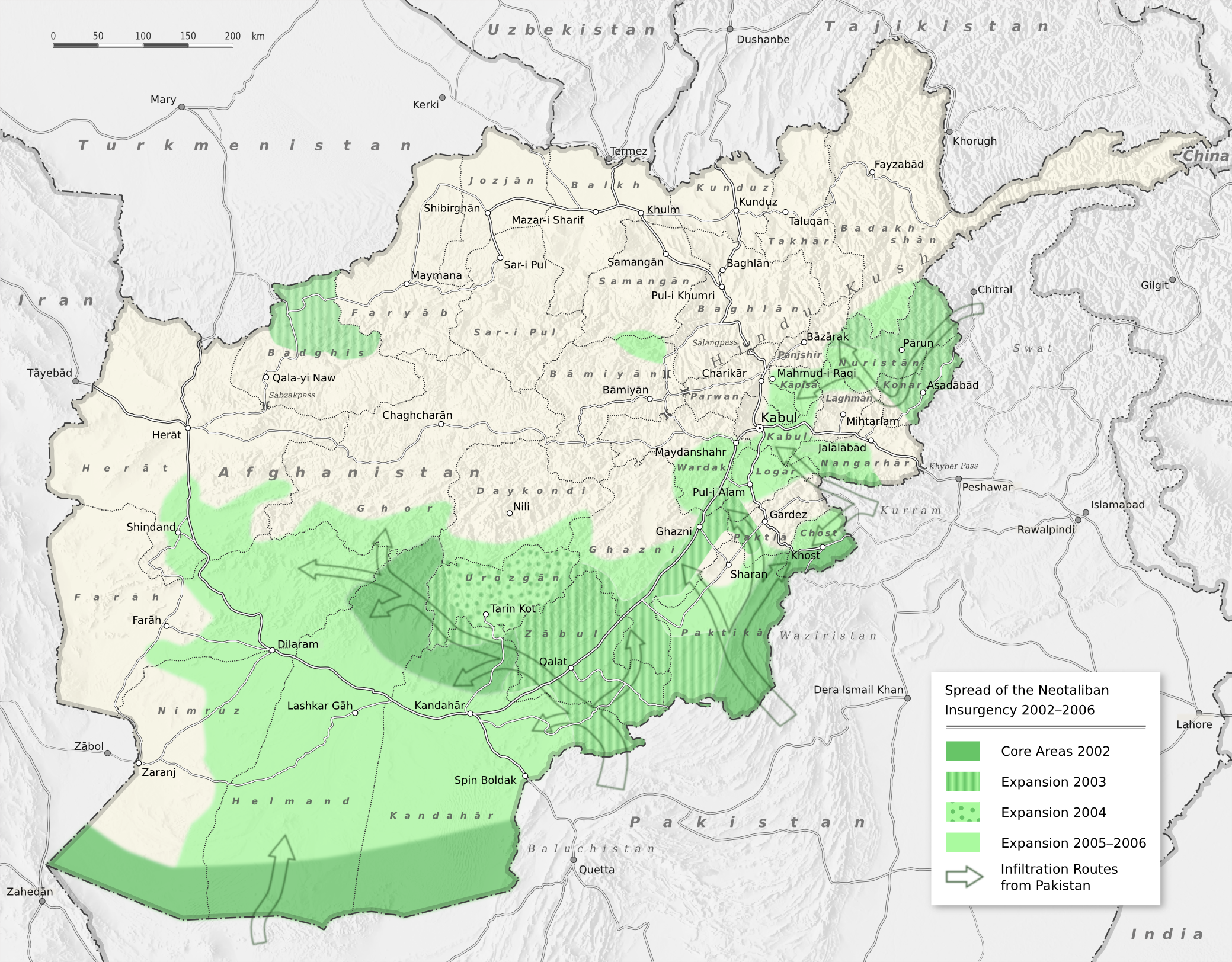
Mapa detalhando a propagação da insurgência talibã no Afeganistão, 2002-2006

Após a Batalha de Tora Bora e a Operação Anaconda, o Talibã foi derrotado e muitos combatentes talibãs deixaram o movimento ou se retiraram para santuários no Paquistão, onde começaram os estágios iniciais de reagrupamento. 
Panfletos talibãs e de outros grupos foram espalhados nas cidades e na zona rural no início de 2003, exortando os fiéis islâmicos a se rebelarem contra as forças estadunidenses e outros soldados estrangeiros numa guerra santa.  Em 27 de janeiro de 2003, durante a Operação Mongoose, um grupo de combatentes foi atacado pelas forças estadunidenses no complexo da caverna Adi Ghar, a 25 km ao norte de Spin Boldak.  O local era suspeito de ser uma base para suprimentos e combatentes vindos do Paquistão. Os primeiros ataques isolados de bandos relativamente grandes do Talibã contra alvos afegãos também apareceram nessa época.
Em maio de 2003, o presidente da Suprema Corte do Talibã, Abdul Salam, proclamou que o grupo estava de volta, reagrupado, rearmado e pronto para a guerra de guerrilha para expulsar as forças estadunidenses do Afeganistão. 
Pequenos campos de treinamento móveis do Talibã foram estabelecidos ao longo da fronteira para treinar recrutas na guerra de guerrilha, de acordo com um importante combatente talibã Mullah Malang em junho de 2003.  A maioria era proveniente de madrassas de áreas tribais no Paquistão. Bases, algumas com até 200 combatentes, emergiram nas áreas tribais no verão de 2003. A vontade do Paquistão de evitar a infiltração era incerta, enquanto as operações militares paquistanesas provaram ser de pouca utilidade.
À medida que o verão de 2003 continuava, os ataques talibãs aumentaram gradualmente em frequência. Dezenas de soldados do governo afegão, trabalhadores humanitários de ONGs e vários soldados estadunidenses morreram nos raides, emboscadas e ataques com foguetes. Além dos ataques da guerrilha, os combatentes talibãs começaram a constituir forças no distrito de Dai Chopan, na província de Zabul. O Talibã decidiu se posicionar ali. Ao longo do verão, cerca de 1.000 guerrilheiros se mudaram para lá. Mais de 220 pessoas, incluindo várias dezenas de policiais afegãos, foram mortas em agosto de 2003. 
A Operação Valiant Strike foi uma importante operação militar terrestre dos Estados Unidos no Afeganistão anunciada em 19 de março de 2003, envolvendo o 2.º e o 3.º batalhões do 504.º Regimento de Infantaria de Paraquedistas, tropas romenas e afegãs. As forças combinadas moveram-se através de Kandahar e partes do sul do Afeganistão com o objetivo de eliminar as forças talibãs inimigas e esconderijos de armas enquanto também tentavam reunir informações sobre a atividade do Talibã na área.  Na conclusão da operação em 24 de março de 2003, as forças da coalizão detiveram 13 supostos combatentes e confiscaram mais de 170 granadas propelidas por foguete, 180 minas terrestres, 20 rifles automáticos e metralhadoras, bem como muitos foguetes, rifles e lançadores.
As forças da coalizão liderada pelos Estados Unidos realizaram a Operação Asbury Park em 2 de junho de 2004 e 17 de junho de 2004, da força-tarefa da 22.ª Unidade Expedicionária dos Fuzileiros Navais engajada no combate ao Talibã e outras forças anti-coalizão na província de Oruzgan e na província de Zabul terminando na região de Dai Chopan. Esta operação foi caracterizada por combates atípicos do lado das táticas talibãs e dos outros guerrilheiros encontrados. A 22ª Unidade Expedicionária se deparou com um oponente que frequentemente se entrincheirava e emboscava as forças dos Ffuzileiros navais, em vez dos métodos tradicionais de "bater e correr" (ou "ataque assimétrico"). Como tal, os fuzileiros navais, com a ajuda dos aviões B-1B Lancer, A-10 Warthog e AH-64 Apache, se envolveram em "batalhas campais a cada dia", culminando em uma grande batalha em 8 de junho. 
No final de junho até meados de julho de 2005, os United States Navy SEALs realizaram a Operação Asas Vermelhas como uma operação militar conjunta / combinada no distrito de Pech na província de Kunar, nas encostas de uma montanha chamada Sawtalo Sar,  a aproximadamente 32 km a oeste da capital provincial de Kunar, Asadabad.   A operação tinha como objetivo interromper a atividade da milícia talibã local anti-coalizão, contribuindo assim para a estabilidade regional e facilitando as eleições para o Parlamento afegão programadas para setembro de 2005.  Na época, a atividade da milícia anti-coalizão região era realizada principalmente por um pequeno grupo, liderado por um residente local da província de Nangarhar, Ahmad Shah, que tinha aspirações de proeminência fundamentalista islâmica regional. Ele e seu pequeno grupo estavam entre os principais alvos da operação.
Entre 13 e 18 de agosto de 2005, o Corpo de Fuzileiros Navais dos Estados Unidos realizou uma operação militar, chamada Operação Whalers, que ocorreu na província de Kunar, poucas semanas após a desastrosa Operação Red Wings. Tal como a Red Wings, o objetivo da Operação Whalers era interromper a atividade da Milícia Anti-Coalizão em apoio a uma maior estabilização da região para o comparecimento livre dos eleitores afegãos nas eleições parlamentares nacionais de 18 de setembro de 2005. A atividade da milícia anti-coalizão caiu substancialmente e a subsequente human intelligence e os signals intelligence revelaram que Ahmad Shah havia sido gravemente ferido. Shah, que tentou atrapalhar as eleições parlamentares, não foi capaz de realizar nenhuma operação anti-coalizão após a Operação Whalers em Kunar ou nas províncias vizinhas. 

### Escalada de 2006
Em 2006, o Afeganistão começou a enfrentar uma onda de ataques por explosivos improvisados e homens-bomba, principalmente depois que a OTAN assumiu o comando da luta contra os insurgentes na primavera de 2006. 
O presidente afegão, Hamid Karzai, condenou publicamente os métodos usados pelas potências ocidentais. Em junho de 2006, ele disse:
E por dois anos tenho sistematicamente, consistentemente e diariamente alertado a comunidade internacional sobre o que estava se desenvolvendo no Afeganistão e a necessidade de uma mudança de abordagem a este respeito ... A comunidade internacional [deve] reavaliar a maneira como esta guerra contra o terror é conduzida.
Os insurgentes também foram criticados por sua conduta. De acordo com a Human Rights Watch, atentados a bomba e outros ataques contra civis afegãos pelo Talibã (e em menor medida pelo Hezb-e-Islami Gulbuddin), "aumentaram drasticamente em 2006" com "pelo menos 669 civis afegãos mortos em pelo menos 350 ataques armados, a maioria dos quais parece ter sido intencionalmente lançados contra civis ou alvos civis." 131 dos ataques insurgentes foram ataques suicidas que mataram 212 civis (732 feridos), 46 militares afegãos e membros da polícia (101 feridos) e 12 soldados estrangeiros (63 feridos). 

### 2007

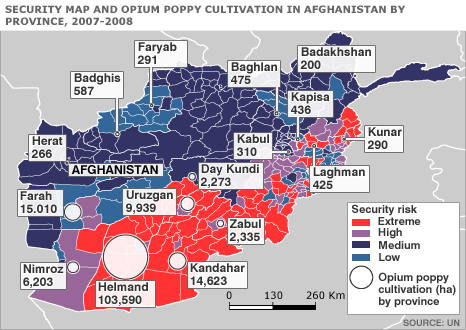
Riscos de segurança regional e níveis de cultivo de papoula do ópio em 2007–2008.

Em 2007, o Talibã continuou a favorecer o atentado suicida como tática.
Naquele ano, ocorreram mais 140 atentados suicidas - mais do que nos últimos cinco anos combinados - que mataram mais de 300 pessoas, muitos das quais civis. 
Um relatório da ONU informou que os perpetradores eram jovens mal instruídos e insatisfeitos que foram recrutados por líderes talibãs nas madrassas do Paquistão. 
Analistas ocidentais estimaram que o Talibã poderia enviar cerca de 10.000 combatentes a qualquer momento, de acordo com uma reportagem de 30 de outubro no The New York Times. Desse número, "apenas 2.000 a 3.000 são insurgentes altamente motivados e em tempo integral", segundo o jornal. O restante são temporários, formados por jovens afegãos alienados, enfurecidos com os ataques aéreos  ou combatem para conseguir dinheiro. Em 2007, mais combatentes estrangeiros estavam aparecendo no Afeganistão do que nunca, de acordo com as autoridades afegãs e dos Estados Unidos. Cerca de 100 a 300 combatentes em tempo integral eram estrangeiros, geralmente do Paquistão, Uzbequistão, Tchetchênia, vários países árabes e talvez até mesmo da Turquia e da China ocidental. Eles tendem a ser mais fanáticos e violentos, e muitas vezes trazem habilidades como a capacidade de postar vídeos mais sofisticados na internet ou expertise em fabricação de bombas.  Também foi relatado que o Talibã controlava até 54% do Afeganistão.
Em 15 de abril, o governo afegão prometeu encerrar todos as negociações de reféns com os talibãs depois que duas vítimas afegãs sequestradas foram executadas em um acordo para libertar um jornalista italiano. 

### 2008
Os Estados Unidos alertaram que em 2008 o Talibã "se uniu em uma insurgência resiliente" e iria "manter ou mesmo aumentar o alcance e o ritmo de seus ataques terroristas".  Ataques por insurgentes talibãs no leste do Afeganistão aumentaram 40% em comparação com o mesmo período em 2007. 

### 2009
Em 2009, o Talibã retomou o controle do interior de várias províncias afegãs. Em agosto, os comandantes talibãs na província de Helmand começaram a emitir "vistos" do "Emirado Islâmico do Afeganistão" a fim de permitir viagens de ida e volta para a capital provincial de Lashkar Gah. 
Em 1 de dezembro, o presidente dos EUA, Barack Obama, anunciou que enviaria 30.000 soldados adicionais para ajudar a combater a insurgência talibã. O Talibã reagiu ao discurso do presidente dizendo que intensificará sua luta no Afeganistão. Um comandante talibã disse à BBC que se mais soldados estadunidenses viessem, mais soldados morreriam.
Após sua disputada reeleição, o presidente Hamid Karzai anunciou que avançaria com um plano para uma Loya Jirga para discutir a insurgência talibã. O Talibã seria convidado a participar desta Jirga. 

### 2010

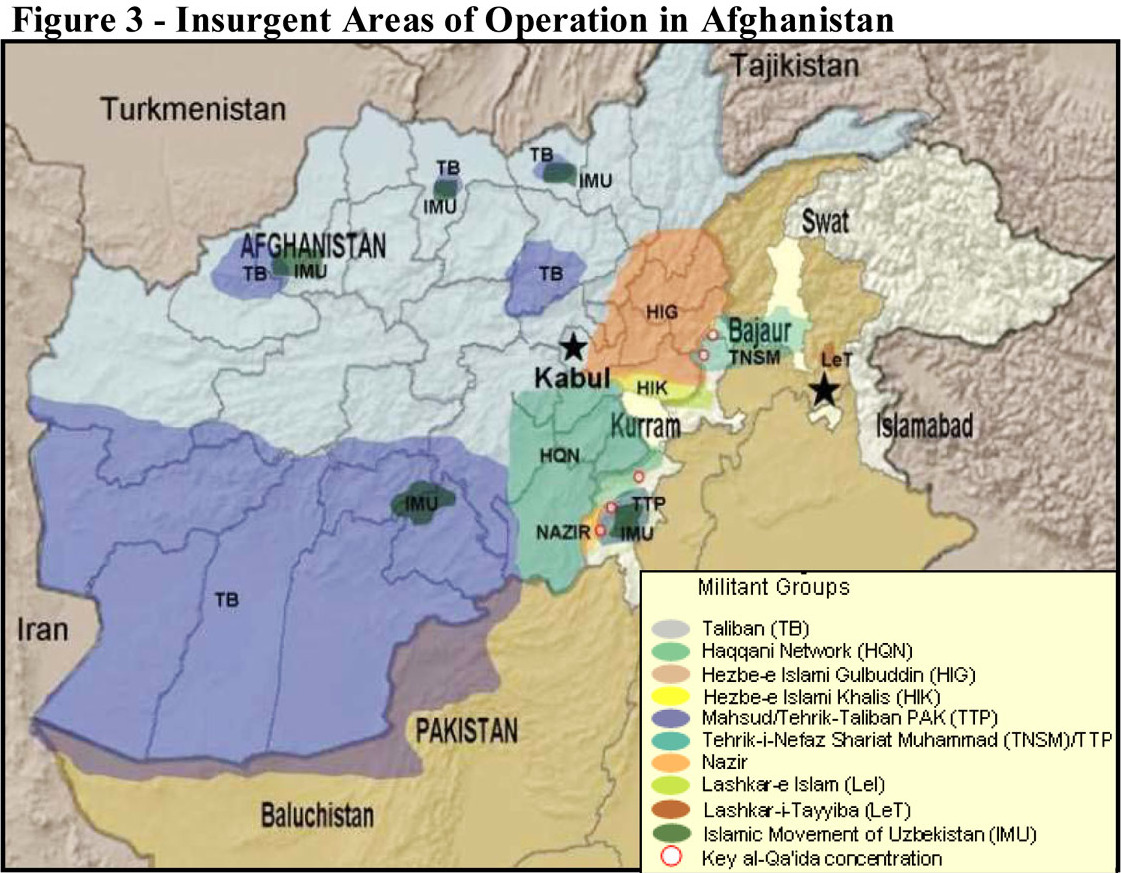
Regiões insurgentes no Afeganistão e regiões fronteiriças do Paquistão, a partir de 2010.

Em 2010, os talibãs foram expulsos de partes da província de Helmand pela Operação Moshtarak da ISAF, que começou em fevereiro de 2010. Nesse ínterim, a insurgência talibã espalhou-se pelas províncias do norte do país.  A nova política do Talibã era deslocar os militantes do sul para o norte, para mostrar que eles existem "em todos os lugares", de acordo com o governador da província de Faryab, Abdul Haq Shafaq.  Com a maioria das tropas afegãs e da OTAN estacionadas nas províncias do sul e do leste, os moradores do outrora pacífico norte  se viram confrontados com uma rápida deterioração da segurança, à medida que os insurgentes tomaram novos territórios em províncias como Kunduz e Baghlan e até mesmo se infiltraram nas montanhas da província de Badakhshan, no nordeste.
Em 17 de janeiro ocorre o "Dia do terror de Cabul" (Ver: Combates em Cabul em janeiro de 2010).
Neste dia, tiroteios perto do palácio presidencial e outros edifícios do governo paralisaram a capital afegã por horas. 
Em 26 de fevereiro, os militantes alvejam hotéis e pousadas em Cabul. Até nove indianos, um diplomata italiano e um cineasta francês estavam entre os mortos no pior ataque à capital afegã em vários meses. Uma batalha de quatro horas começou com um carro-bomba e incluiu homens-bomba e combatentes talibãs lançando granadas. Os ataques pareciam ter como alvo funcionários do governo indiano e profissionais da área médica. Três policiais afegãos foram mortos e mais seis policiais estavam entre os 38 feridos no que foi descrito como um ataque bem planejado e coordenado.
Em 10 de agosto, a Amnistia Internacional declara que o Tribunal Penal Internacional deve abrir uma investigação formal sobre crimes cometidos pelo Talibã e outros grupos insurgentes no Afeganistão. 

### 2011
As Nações Unidas estimaram que para o primeiro semestre de 2011, as mortes de civis aumentaram 15% e chegaram a 1462, que é o pior número de mortos desde o início da guerra e apesar do aumento de tropas estrangeiras. 

### 2015
Em 2015, o Talibã obteve vários ganhos no Afeganistão em uma tentativa de fraturar o incipiente governo afegão com sucessos nunca vistos desde a intervenção ocidental em 2001. O Talibã aumentou os ataques suicidas e fez vários ganhos territoriais em todo o país.

#### Ofensiva em Kunduz
No início de abril, o Talibã lutou pela cidade de Kunduz, no norte da província de Kunduz, capturando da cidade em setembro. As Forças Armadas Afegãs recapturaram a cidade em outubro, mas fontes locais contestaram essa afirmação.  A rápida queda da cidade resultou em pedidos de alguns funcionários do governo para que o presidente Ashraf Ghani e Abdullah Abdullah renunciassem. 

#### Ofensiva em Helmand
Em dezembro, o Talibã obteve mais ganhos territoriais ao sitiar as forças afegãs nas cidades de Lashkar Gah, Sangin e nas cidades periféricas da província de Helmand, no sul do Afeganistão.  No final de dezembro, a maior parte de Sangin foi capturada pelos talibãs com as forças afegãs locais cercadas e forçadas a contar com transporte aéreo para munição e alimentos. 

#### Efeitos
Os ganhos obtidos pelos talibãs dificultaram as negociações de paz entre eles e o governo e criaram rixas no grupo sobre as negociações. Em resposta às novas ofensivas, foi relatado que os Estados Unidos retardariam a retirada de suas tropas para ajudar nas operações de contra-insurgência. 

### 2019

Situação militar em 2019
Sob o controle do governo afegão, OTAN e aliados
Sob controle do Talibã, Al-Qaeda e aliados.

Durante a maior parte do ano, o governo dos Estados Unidos manteve conversações de alto nível com os talibãs, em um esforço para garantir um acordo de paz com a insurgência. No entanto, um atentado suicida em Cabul em 7 de setembro de 2019, que matou onze pessoas e um soldado norte-americano, levou o presidente dos Estados Unidos a interromper as negociações de paz com o Talibã.  Em meados de setembro, o Secretário de Estado dos Estados Unidos Mike Pompeo alegou que o Talibã havia sofrido mais de 1.000 baixas de guerra no espaço de apenas uma semana desde que os Estados Unidos interromperam as negociações de paz com o grupo. 

### 2020
No dia 29 de fevereiro, os Estados Unidos chegaram a um acordo com representantes do Talibã, em Doha, no Catar. O acordo prevê a retirada de todas as 13.000 tropas estadunidenses e aliadas nos próximos 14 meses, com a condição de que o Talibã continue com o processo de paz. A primeira retirada, de cerca de 5.000 oficiais, ocorreria nos próximos 135 dias. 
O acordo de paz estipulou que o Talibã não permita que organizações terroristas como a al-Qaeda "usem o solo do Afeganistão para ameaçar a segurança dos Estados Unidos e de seus aliados".  Poucos dias após a assinatura do acordo histórico, as forças estadunidenses realizaram ataques aéreos contra os talibãs como uma medida "defensiva", já que seus combatentes estavam "atacando ativamente" um posto de controle do governo afegão.
Em 2 de maio, os Estados Unidos revelaram que o acordo incluía um compromisso informal para ambas as partes de reduzir a violência em 80%. Desde que o acordo foi assinado, os ataques às cidades e às forças da coalizão diminuíram, porém os ataques gerais aumentaram 70% em comparação com o mesmo período de 2019, de acordo com a Reuters. O Talibã afirmou que os ataques diminuíram desde que o acordo foi assinado. 
Em 29 de maio, foi revelado que vários talibãs e líderes da Rede Haqqani, alinhada com o Talibã, foram infectados com COVID-19. Isso levou o filho do falecido fundador Mulá Mohammad Omar, Mulá Mohammad Yaqoob, sendo nomeado líder interino de toda a organização.

### 2021

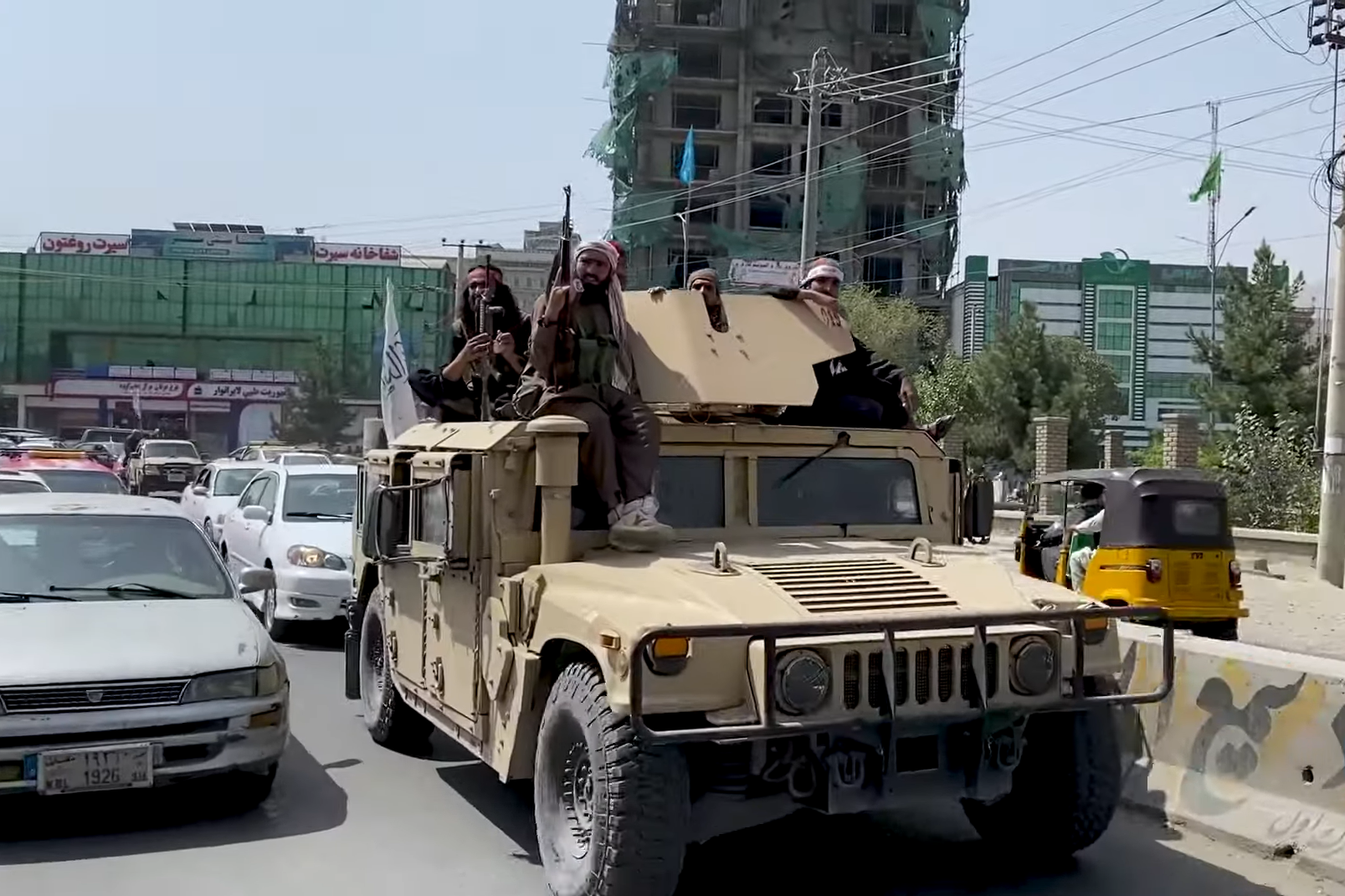
Militantes do Talibã com equipamento militar capturado do exército afegão (dado pelos Estados Unidos) em Cabul.

Em 2020, após a assinatura do Acordo de Doha, os Estados Unidos começaram a se retirar do Afeganistão. No ano seguinte, a retirada avançou em velocidade, com as demais potências da OTAN fazendo o mesmo, também retirando suas tropas. O Talibã então resolveu aproveitar-se da situação e lançar uma grande ofensiva. De fato, desde 2014 o grupo vinha se reorganizando e em 2019 já havia iniciado ofensivas contra o governo central, intensificando seus atentados a bomba e tomando cidades e vilas afastadas. Em junho de 2021, após menos de trinta dias de ofensivas, dezenas de distritos já tinham caído nas mãos dos militantes talibãs. Cidades como Kunduz e Puli Khumri foram rapidamente tomadas e a inabilidade do exército afegão de resistir chamou a atenção. Em julho, enquanto os Estados Unidos evacuavam a Base Aérea de Bagram, o Talibã já dominava metade do Afeganistão e prosseguia avançando por vários distritos enfrentando pouca oposição.
Em agosto, o Talibã começou a se concentrar nos grandes centros urbanos. Em questão de dias, eles tomaram, praticamente de assalto e com quase nenhuma resistência, as cidades de Lashkargah, Kandahar e Herat. Pouco depois, Mazar-i-Sharif caiu. Em 15 de agosto, as forças do Talibã chegaram em Cabul. Em menos de 24 horas, a capital afegã caiu, com o governo afegão e suas as forças armadas entrando em colapso e seu presidente, Ashraf Ghani, fugindo do país.
Entre os dias 16 e 30 de agosto, os Estados Unidos e seus aliados ocuparam o Aeroporto Internacional de Cabul, de onde evacuaram mais de cem mil pessoas. Enquanto isso, o Talibã consilidou sua posição como o novo governo do país, tomando não só os centros administrativos mas imponto suas leis. Com a retirada das tropas ocidentais, o Talibã formalmente declarou vitória no Afeganistão e em setembro estabeleceram um novo governo.

## Organização
A partir de 2017, o Talibã era composto por quatro shuras diferentes, ou conselhos representativos. A primeira é a Shura de Quetta, com duas shuras menores subordinadas: a rede Haqqani (também conhecida como Miran Shah Shura) e a Shura de Peshawar.  A Pehsawar foi estabelecida em março de 2005 e está baseada no leste do Afeganistão.  A maioria de seus combatentes são ex-membros do Hezb-e Islami Gulbuddin.  A rede Haqqani declarou sua autonomia da Shura de Quetta em 2007, mas regressou em agosto de 2015. A Shura de Peshawar foi autônoma de 2009 a 2016. 
A segunda shura autônoma é a Shura do Norte, com sede na província de Badakhshan. A terceira é a Shura de Mashhad, patrocinada pelo Irã, e a quarto é a Shura Rasool, liderada por Muhammad Rasul e também conhecida como Alto Conselho do Emirado Islâmico. 

## Finanças
Enquanto o Talibã pré-2001 suprimia a produção de ópio, como insurgência "depende dos rendimentos do ópio para comprar armas, treinar seus membros e comprar apoio". Em 2001, o Afeganistão produzia apenas 11% do ópio mundial. Atualmente, produz 93% da safra global e o comércio de drogas é responsável por metade do PIB do Afeganistão. 
Em 28 de julho de 2009, Richard Holbrooke, o enviado especial dos Estados Unidos para o Afeganistão e o Paquistão, disse que as transferências de dinheiro da Europa Ocidental e dos Estados do Golfo excediam as receitas do comércio de drogas e que uma nova força-tarefa foi formada para encerrar esta fonte de fundos. 
A Agência dos Estados Unidos para o Desenvolvimento Internacional investiga a possibilidade de que as propinas de seus contratos estejam sendo canalizadas para o Talibã.
Um relatório da London School of Economics (LSE) afirmou fornecer a evidência mais concreta de que a agência de inteligência paquistanesa ISI está fornecendo financiamento, treinamento e refúgio para o Talibã em uma escala muito maior do que se pensava anteriormente. O autor do relatório, Matt Waldman, conversou com nove comandantes de campo do Talibã no Afeganistão e concluiu que a relação do Paquistão com os insurgentes era muito mais profunda do que se acreditava. Alguns dos entrevistados sugeriram que a organização até mesmo compareceu em reuniões do conselho supremo do Talibã, a Shura de Quetta.  Um porta-voz das forças armadas do Paquistão rejeitou o relatório, descrevendo-o como "malicioso". 